# Sierras de Ougarta
Las sierras  de Ougarta, ( en árabe, سلاسل الوقارتة; en francés Chaînes d'Ougarta), también llamadas montes de Ougarta, en la región de la Saoura, son un macizo montañoso  del suroeste argelino. El macizo, orientado del noroeste al sudeste, tiene una longitud de cerca de 250 km, con una anchura máxima de 50.
El punto culminante de las sierras de Ougarta es el jebel Bet Touaris (890 m), ubicado en el  extremo noroeste de la sierras . Las demás cumbres mayores son el jebel Rhemouma (867 m) y el jebel Berga Saida (855 m), ambos ubicados al noroeste. Las demás cumbres tienen una altitud comprendida entre 772 m (al noroeste) y 602 m (al sureste).
En el sureste, donde las montañas terminan en dos sierras paralelas entre el valle del uadi Saoura y la cuenca sin drenaje de la Sebkha el Melah, estas tienen solo 6 km de ancho y alcanzan una altura de unos 500 m.
Las sierras  de Ougarta están delimitadas:
- al este por el Gran Erg Occidental (el valle del Uadi Saoura que está en el límite entre ambas zonas geográficas) ;
- y al oeste por el erg Er Raoui.

## Toponimia
La sierra de Ougarta lleva el nombre del pueblo y oasis de Ougarta, que se encuentra entre las montañas. Otras ciudades que se encuentran al lado de las sierra son la aldea de Zerhamra en el noroeste y Beni Ikhlef y Kerzaz en el sureste.